# Ежен Анатоль Демарсе
Ежен Демарсе (фр. Eugène-Anatole Demarçay; 1 січня 1852, Париж, Франція — 5 березня 1903, Париж, Франція) — французький хімік, який відкрив рідкісноземельний елемент Європій.

## Біографія
У 1872 році закінчив Політехнічну школу в Парижі (X1870). Після отримання диплома працював там же. Був колегою і другом подружжя Кюрі. Деталі біографії Ежена Демарсе відомі погано, зокрема, існують суперечки з приводу дати його смерті. У деяких джерелах вказується, що він помер в грудні 1904 року, в інших — в 1903. Джеймс і Вірджинія Маршалл стверджують, що проведене ними розслідування однозначно вказують на те, що Ежен Демарсе помер 5 березня 1903 у Парижі.

## Наукова діяльність
Основні праці присвячені органічній та неорганічній хімії. Був фахівцем в спектроскопії. У 1870-х роках проводив дослідження есенцій і ефірів ненасичених кислот. Пізніше у 1880-х роках вивчав леткість металів при низькому тиску і температурах. У процесі цих робіт Е. Демарсе запропонував конструкцію високоефективного апарату, призначеного для створення низьких температур. Апарат працював на принципі охолодження газу що розширюється. У 1890 році удосконалив метод розділення рідкісноземельних металів, що дозволило йому виділити ряд нових елементів, зокрема так звану «самарієву землю» (у 1896). Пізніше у 1901 році після детального аналізу спектроскопічних ліній «самарієвої землі» довів, що є новий елемент Європій. Привів один з доказів наявності нового елемента радію в уранових відходах — шляхом проведення спектроскопічного аналізу показав присутність в них лінії нового елементу.

## Вибрані роботи
- Sur le spectre d'une substance radio-active. Comptes rendus, 127:1218, 1898.
- Sur le spectre du Radium. Comptes rendus, 129:716-717, 1899.
- Sur le spectre du radium. Comptes rendus, 131:258-259, 1900.